# Gyula Rákosi
Gyula Rákosi (ur. 9 października 1938) – węgierski piłkarz, pomocnik i trener. Brązowy medalista ME 64 oraz brązowy medalista olimpijski z Rzymu.
Grał wyłącznie w barwach Ferencvárosu. W pierwszej drużynie występował w latach 1957–1972. Zdobył 63 bramki w 322 spotkaniach. Czterokrotnie zdobywał tytuł mistrza Węgier (1963, 1964, 1967, 1968). W 1965 triumfował w Pucharze Miast Targowych.
W reprezentacji Węgier zagrał 41 razy i zdobył 4 bramki. Debiutował w 1960, ostatni raz zagrał w 1968. Dwa razy wystąpił w turniejach finałowych mistrzostw świata (MŚ 62, MŚ 66) rozgrywając łącznie 7 spotkań.
Po zakończeniu kariery sportowej został trenerem. Pracował m.in. z Ferencvárosem.